# San Gabriel (Kostaryka)
San Gabriel – dystrykt w Kostaryce, w kantonie Aserrí, w prowincji San José.

## Geografia
San Gabriel ma powierzchnię 11,76 kilometrów kwadratowych i leży na wysokości 1 310 m n.p.m..

## Demografia
Według spisu z 2011 roku dystrykt San Gabriel liczył 6 061 mieszkańców.

## Transport

### Transport drogowy
Przez dystrykt San Gabriel biegną następujące drogi krajowe:
- Droga krajowa nr 209
- Droga krajowa nr 222
- Droga krajowa nr 313